# Distretto di Nakatado
Nakatado (仲多度郡, Nakatado-gun?) è un distretto della prefettura di Kagawa, in Giappone.
Attualmente fanno parte del distretto i comuni di Kotohira, Mannō e Tadotsu.
| Controllo di autorità | VIAF (EN) 150298037 · LCCN (EN) n2003121703 · J9U (EN, HE) 987007482447205171 · NDL (EN, JA) 00292871 |